# Suiești
Suiești – wieś w Rumunii, w okręgu Vâlcea, w gminie Stănești. W 2011 roku liczyła 79 mieszkańców.